# Howenia słodka

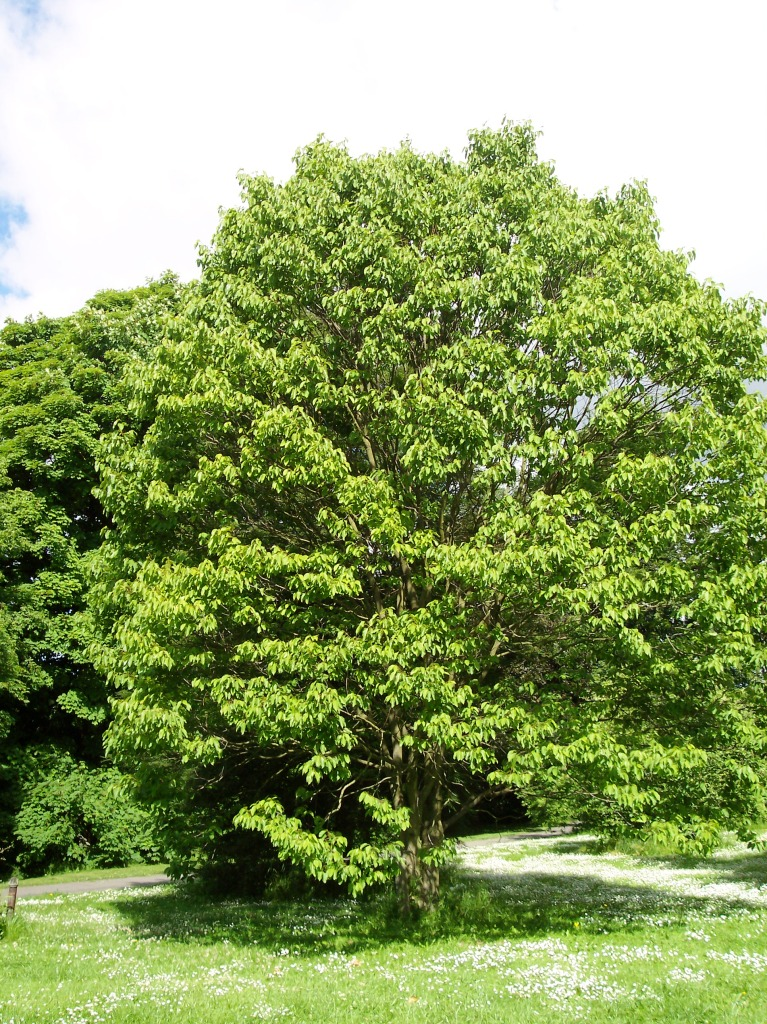
Pokrój

Howenia słodka (drzewo rodzynkowe) Hovenia dulcis Thunb., ang. Japanese Raisin Tree – japońskie drzewo rodzynkowe – gatunek drzewa z rodziny szakłakowatych (Rhamnaceae). Występuje we wschodniej Azji: Japonia, Korea, wschodnie Chiny aż do Himalajów (poniżej 2000 m n.p.m.).

## Morfologia i ekologia
PokrójDorasta do 20 m wysokości.
LiścieJajowate lub lekko sercowate, duże (10–15 cm długości), ułożone skrętolegle.
KwiatyPięciopłatkowe, drobne, zebrane w kwiatostany. Kwitnie latem.
OwoceCzarne owoce pozorne podobne do jagód mają średnicę ok. 8 mm.
SiedliskoPreferuje stanowiska nasłonecznione na podłożu piaszczystym bądź ilastym.

## Zastosowania
- Jest uprawiana jako roślina ozdobna w innych częściach świata, poza naturalnym obszarem występowania.
- Po przekwitnięciu kwiatów ich szypułki pęcznieją i nabierają czerwonawego koloru; są słodkie i jadalne (z podobieństwa do rodzynek wywodzi się angielska nazwa drzewa).
- Ekstrakt z nasion, gałązek i młodych liści może być używany jako substytut miodu.